# Конаково
Конако́во — город в Тверской области России. Вместе с шестью сельскими населёнными пунктами образует муниципальное образование со статусом городского поселения Конаковои Конаковский округ

## География
Город расположен на берегу Иваньковского водохранилища, при впадении реки Донховка в Волгу, в 82 км к юго-востоку от Твери и в 22 км от федеральной автомагистрали М10. Река Сучок отделяет микрорайон Зелёный Бор от деревни Карачарово. Также имеется водоотводной канал ГРЭС (вода в нём не замерзает даже зимой), который впадает в Мошковский залив. В городе два понтонных моста. Станция электропоезда «Конаково ГРЭС». В городе имеется несколько бесплатных пляжей, находящихся в 20 минутах пешего хода от станции электропоезда «Конаково ГРЭС».
Город условно делится на две части в зависимости от времени застройки — «старую» (юг) и «новую» (север и центр), а также микрорайон Зелёный Бор, микрорайон Заборье и множество дачных кооперативов. Граница между «старым» и «новым» городом проходит по реке Донховка. Также имеется лодочная станция и яхт-клуб, примыкающий к Бору.

## Климат
Преобладает умеренно континентальный климат. Зимы холодные и продолжительные. Лето короткое и тёплое. Среднегодовое количество осадков — 654 мм.

## Геральдика
До 2007 года город не имел собственной символики; использовались флаг и герб Конаковского района.

### Герб
Герб и флаг городского поселения город Конаково утверждены Решением Собрания депутатов Конаковского района от 27 апреля 2007 года. Герб города имеет следующий внешний вид: в серебряном поле под зелёной главой, обременённой скачущим зайцем в цвет поля, и на лазоревой (синей, голубой) оконечности, ограниченной бегущими вправо волнами — зелёная сосна между двух таковых же елей. Скачущий белый заяц символизирует связь современной истории со старинной символикой города Корчева, из чьего герба он заимствован. Синие волны, а также сосна и ели символизируют природные особенности окрестностей города, расположенного на берегах Иваньковского водохранилища в окружении хвойных лесов. Герб внесён в Государственный геральдический регистр под № 3267.

### Флаг
Композиция флага города полностью повторяет собой композицию герба. Флаг представляет собой прямоугольное белое полотнище с отношением ширины к длине 2:3, несущее вдоль верхнего края зелёную полосу в 3/10 полотнища с изображением белого бегущего зайца из герба города, а вдоль нижнего края — голубую полосу в виде волн, бегущих к древку (габаритная ширина — 1/4 ширины полотнища); вплотную к волнам изображены зелёные сосна и по сторонам от неё — две ели. Флаг внесён в Государственный геральдический регистр под № 3268.

## История
В августе 1809 года аптекарь Фридрих-Христиан Бриннер открыл фаянсовую фабрику в деревне Домкино, однако вскоре «почувствовал себя не способным к дальнейшему распространению оной» и 9 июня 1810 года продал её лифляндскому провизору Андрею Яковлевичу Ауэрбаху и бывшему мастеру Рейнеру. Впоследствии, в связи с экономическим ростом предприятия и особенностями сбыта продукции, производство было перенесено в сельцо Кузнецово.
С первой половины XIX века Кузнецово получило широкую известность благодаря крупнейшему в России производству бытового и художественного фаянса. Продукт предприятия получает высокие оценки профессионалов, в 1870 году фабрику приобретает купец Матвей Сидорович Кузнецов (совпадение его фамилии с названием села случайно). Наблюдается резкий скачок роста производства, предприятие выходит на всероссийский уровень. После революции фабрика была национализирована.
В 1929 году Кузнецово было переименовано в Конаково. По результатам конкурса было поддержано предложение работницы Марии Викуловны Илютиной назвать посёлок в честь участника первой русской революции Порфирия Петровича Конакова, в своё время работавшего на фабрике. До 1961 года в ряде источников населённый пункт упоминался в мужском роде — Конако́в.
В 1937 году посёлок получил городской статус и стал центром образованного восемью годами ранее Конаковского района. Прежний районный центр, Корчева, был расселён и частично затоплен при сооружении Иваньковского водохранилища.

## Население
| 1931    | 1939    | 1959    | 1967    | 1970    | 1979    | 1989    | 1992    | 1996    |
| ------- | ------- | ------- | ------- | ------- | ------- | ------- | ------- | ------- |
| 5100    | ↗11 949 | ↗13 705 | ↗24 000 | ↗29 545 | ↗36 828 | ↗42 522 | ↗43 100 | ↗44 300 |
| 1998    | 2002    | 2003    | 2005    | 2006    | 2007    | 2008    | 2009    | 2010    |
| ↗44 600 | ↘42 335 | ↘42 300 | ↘40 800 | ↘40 200 | ↘39 900 | ↘39 800 | ↘39 533 | ↗41 291 |
| 2011    | 2012    | 2013    | 2014    | 2015    | 2016    | 2017    | 2018    | 2019    |
| ↗41 300 | ↗41 310 | ↘41 205 | ↗41 434 | ↘40 617 | ↘39 889 | ↘39 345 | ↘38 486 | ↘37 545 |
| 2020    | 2021    |         |         |         |         |         |         |         |
| ↘36 460 | ↘33 560 |         |         |         |         |         |         |         |

На 1 января 2025 года по численности населения город находился на 483-м месте из 1124 городов Российской Федерации.

## Архитектура
Жилой фонд города в основном состоит из стандартных пяти- и девятиэтажных жилых построек; старая часть города представляет собой одно- и двухэтажные жилые здания. В настоящий момент производится застройка города новыми многоэтажными зданиями на берегу реки Донховка в центре города. В районе микрорайона Заборье построен коттеджный посёлок «Конаково Ривер Клаб» с отелем, гостевыми домами, спортивным центром с бассейном и боулингом, яхт-клубом, банным комплексом.
Из памятников архитектуры стоит выделить корпуса Фаянсового завода (основанного в 1809 году), Народный дом в готическом стиле 1913 года и дом князя Гагарина 1850 г. в Карачарово.

## Экономика
- Конаковская ГРЭС

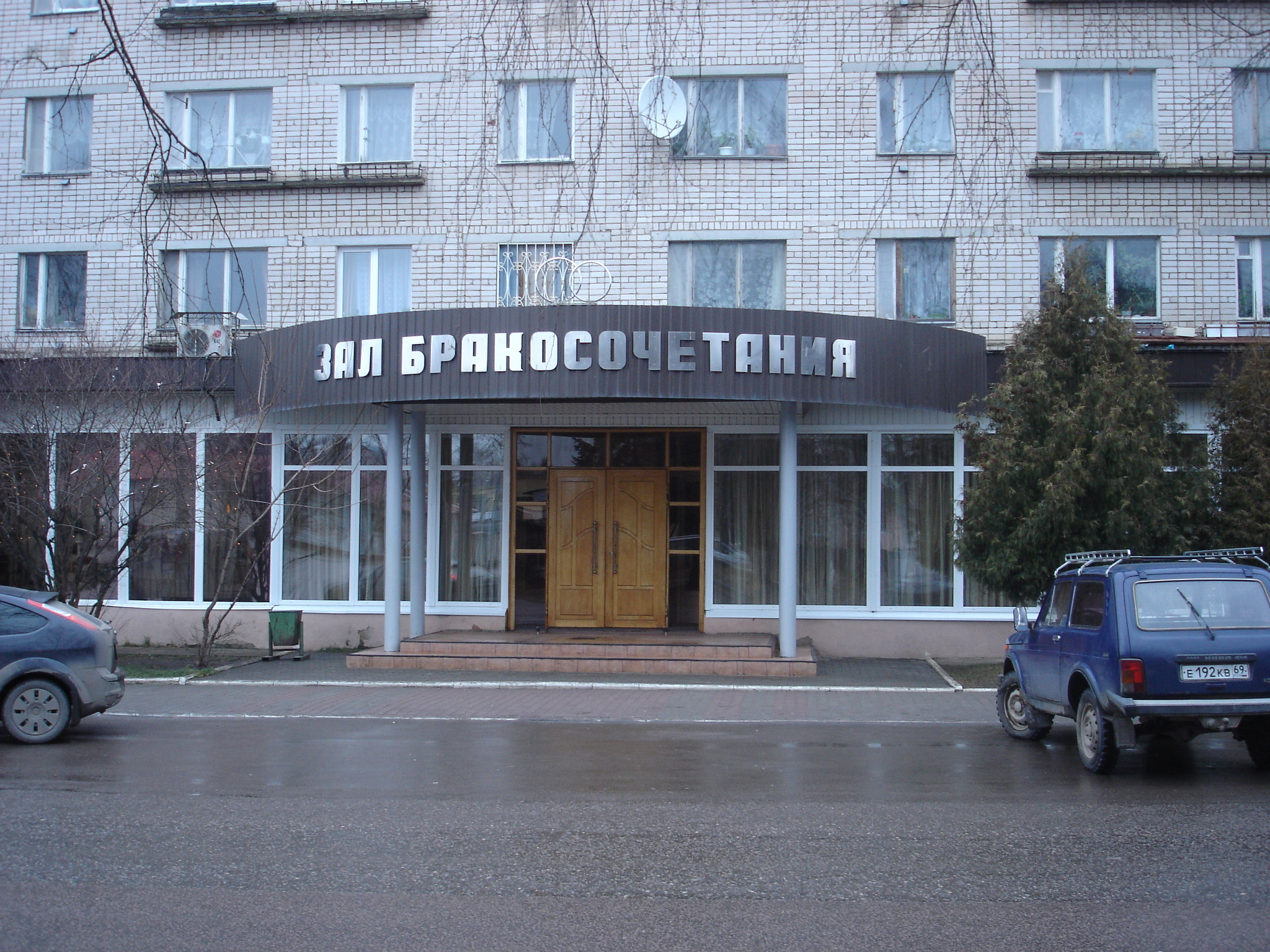
Зал бракосочетаний, Конаково, проспект Ленина.

- Конаковский фаянсовый завод (Завод им. Калинина, ЗиК) не работает, в настоящее время признан банкротом.
- Конаковский завод механизированного инструмента (ЗМИ) не работает.
- Конаковский завод стальных конструкций (ЗСК)
- Конаковский хлебокомбинат
- Конаковский молочный завод
- Конаковский завод по осетроводству

Объём отгруженных товаров собственного производства, в обрабатывающих производствах 2009 года составил 1,73 млрд рублей.

## Образование и наука
В городе девять средних школ, в том числе одна вечерняя:
- № 1 имени Дениса Стребина (имя героя присвоено в 2016 году);
- № 2;
- № 3;
- 4-я специальная (коррекционная) школа VIII вида;
- Гимназия № 5;
- № 6;
- № 7;
- № 8;
- № 9.

В сфере профессионального образования действуют профессиональное училище № 52 и Конаковский энергетический колледж. В городе представлены филиалы различных вузов: МПСУ, МЭСИ, ЕАОИ, ТГТУ.

## Связь
| В городе услуги связи представляют следующие операторы: - Евразия Телеком Ру - Трастовая Телекоммуникационная Компания - СвязьСервис, ранее называвшийся СтройСвязьСервис - Сити-Лайн - СатСервис - Ростелеком (тверской филиал) | Операторы мобильной связи: - Билайн - МТС - Мегафон - Теле2 - Скайлинк - Yota |

## Средства массовой информации

### Газеты
В городе издаются: общественно-политическая районная газета «Заря», «Все Конаково», «Конаковская Панорама», рекламно-информационный еженедельник «Наша Газета».

### Радиовещание
- Радио Рекорд — 91,4 МГц.
- Радио Дача — 93,7 МГц.
- Европа Плюс — 94,2 МГц.
- Ретро FM — 94,6 МГц.
- (ПЛАН) Радио Дача / Первая танцевальная — 97,0 МГц.
- Пилот Радио — 97,8 МГц.
- DFM — 98,2 МГц.
- Авторадио — 100,3 МГц.
- (ПЛАН) Радио Родных Дорог — 100,8 МГц.
- Маруся FM — 104,5 МГц.
- Радио России / ГТРК Тверь — 105,1 МГц.
- Дорожное Радио — 107,5 МГц.

### Интернет-радио
- «Konakovo.fm»

## Культура
В городе имеются два Дома культуры — относительно молодой ДК «Современник» и ДК им. Воровского, построенный в 1930-х годах.
В новой части города имеется Дворец спорта с бассейном и многофункциональным залом, ФОК на улице Баскакова, где занимается СДЮШОР по самбо и другим боевым искусствам, стадион «Колизей» (построенный в 2010 году) с трибуной на 700 мест. В старой части города имеется спортивный комплекс «Олимп», построенный в 2009 году.
В Центральной библиотеке Конаковского района проводятся выставки художественных работ местных художников. Так, в феврале 2020 г. была проведена выставка самобытной художницы Веры Петровой.
В городе присутствует учебно-спортивно-оздоровительный комплекс РНИМУ им. Пирогова (Москва). Действует санаторий «Энергетик».

### Музеи
На территории города расположен Конаковский краеведческий музей.
В музее широко представлены археологические находки — относящиеся к каменному веку, эпохе бронзы, раннему железному веку. Также в музее находятся портреты, документы, письма, которые свидетельствуют о связи с краем декабристов И. Я. Якушкина, А. Н. Толстого, поэта А. Полежаева. Экспозиция села Карачарово, также принадлежащая музею, рассказывает о художнике Г. Г. Гагарине. Традиционный интерес посетителей вызывают экспозиции, рассказывающие про военные годы (Московская битва), сооружение канала Москва-Волга, преобразование посёлка Кузнецово в город Конаково.
28 апреля 2012 года в Конаковской межпоселенческой Центральной библиотеке открылся музей «Конаковский фаянс». Экспозиция музея показывает историю конаковского фаянса по этапам развития. Сейчас в ней более 300 изделий. Это антикварный кузнецовский фаянс, изделия советского периода, авторские работы последних лет. Среди них немало уникальных шедевров: получившая Золотую медаль на Всемирной выставке в Париже в 1937 году скульптура И. Фрих-Хара «Пушкин на диване», «Эпроновец» И. Чайкова, редчайшие авторские экземпляры «Оксаны с зеркалом» М. Холодной и «Цыганки» В. Филянской, «Охота на мамонта» Г. Садикова, получившая Серебряную медаль в 1962 году на международной выставке в Праге и др.
Многие произведения, присутствующие в музее «Конаковский фаянс», находятся также и в фондах Русского музея, Государственного исторического музея, Государственного музея керамики в Кусково и других музеях страны: «Дон Кихот» Е. Гуревич, «Кошка на шаре» И. Ефимова, «Жирафёнок» В. Сергеева, скульптуры П. Кожина, Ш. Шуквани, работы А. Хихеевой, В. Шинкаренко, Беляковых, Г. Куприянова, А. Казанкова.
На территории Конаковского ЗСК находится музейно-выставочный комплекс ретро-автомобилей, основой которого стала коллекция ретро-автомобилей, преимущественно, советской поры.

### Города-побратимы
- Меномони, Висконсин, США (1994)[37]
- Толочин, Витебская область, Белоруссия (2016)[38]

## Спорт
Ежегодно с 2002 по 2010 годы в Конаково на Волге проводилась Верхневолжская парусная регата на приз губернатора Тверской области, однако, в соответствии с опубликованным заявлением Оргкомитета Верхневолжской парусной регаты, регата закрыта 2 ноября 2010 года.
Каждую зиму, с 2003 года, на льду Иваньковского водохранилища проводится Фестиваль экстремальных видов спорта «Московское море», собирающий спортсменов, занимающихся кайтингом, парапланеризмом, мотодельтапланеризмом, мотогонщиков и некоторыми другими дисциплинами. В 2014 году фестиваль проводится в официальном статусе «Этап Кубка России по сноукайтингу».
Шахматный клуб, основанный известным Б. Б. Червонным, участником Великой Отечественной войны, проводит местные шахматные турниры.
В 1993 году был основан цирковой коллектив «Фантазёры» Ольги Ершовой, выпускницы Тверского Университета. В 1996 году ему было присвоено звание «народный», а в 2008 году «Фантазёры» выступали на телепроекте «Минута славы».
7 февраля 2014 года в Сочи проходили XXII Зимние Олимпийские игры. Непосредственную помощь гостям главного старта четырёхлетия из разных стран мира оказали представители Тверской области, которые так же принимали участие в мероприятии. В их числе присутствовали сотрудники Всероссийского историко-этнографического музея Торжка и Конаковский хор мальчиков.
Большой чести были удостоены некоторые молодые ребята из Народного цирка «Фантазеры» Дворца культуры им. Воровского, которых пригласили присутствовать на Играх, принимая участие в церемонии закрытия Олимпиады, отыграв цирковой номер.
Члены циркового коллектива из Дворца культуры неоднократно становились победителями и лауреатами всероссийских и международных цирковых фестивалей и конкурсов.
В 2021 году в Тверской области прошли два чемпионата вейксерфингу: Международный этап Competitive Wake Surf Assosiation (CWCA) Championships Konakovo и международная серия World Wake Assosiation (WWA) Championships Konakovo.

## Религия

### Русская православная церковь
До 1961 года на территории города имелось 2 церкви (православная и старообрядческая) и часовня. Большая каменная старообрядческая церковь Тихвинской иконы Божией Матери, известная своим фаянсовым иконостасом, выполненным на заводе Ауэрбаха, была разрушена при проектировании и строительстве Иваньковского водохранилища в 1936 году.
С момента разрушения в 1961 году православного храма Александра Невского в городе не было крупной церкви. На данный момент в городе существует домовая церковь Михаила Тверского и Анны Кашинской, церковь иконы Божией Матери Целительница при центральной районной больнице, деревянная часовня священномученика Арсения (Троицкого) и каменная однопрестольная церковь Петра и Павла с колокольней в Карачарово.
В настоящее время ведётся строительство храма Сорока Севастийских мучеников на ул. Набережная Волги, недалеко от ДК «Современник». Возводится двухшатровый храм с трапезной, колокольней и примыкающим крестильным приделом. Образцами для проектирования храма Сорока мучеников Севастийских в г. Конаково послужили два похожих храма XVII века в Нижнем Новгороде: надвратный храм св. Евфимия Суздальского в Печерском монастыре, построенный в 1645 году, и собор Архангела Михаила в Нижегородском Кремле, построенный в 1631 году.

### Другие конфессии и вероисповедания
В Конаково существует небольшая община евангельских христиан-баптистов, которая проводит собрания в принадлежащем ей молитвенном доме на улице Гоголя. Из парахристианских конфессий, до запрета деятельности на территории России, в городе была представлена община Свидетелей Иеговы, не имевшая собственного здания.

## Транспорт
В Конаково находится станция Конаково ГРЭС, которая является конечной станцией ответвления Решетниково — Конаково ГРЭС Октябрьской железной дороги. Ежедневно в Москву отправляется 8 пар поездов. Прямое сообщение с городами Клин, Солнечногорск, Зеленоград, Химки. На станции Решетниково можно пересесть на электропоезда до станции Тверь. Среднее время движения от Ленинградского вокзала 2 часа 30 минут.
На привокзальной площади располагается автовокзал, с которого отправляются автобусы в Тверь (более 10 рейсов в день), также действует постоянное автобусное сообщение с Дубной (до паромной переправы на канале им. Москвы) и крупнейшими населёнными пунктами Конаковского района, посёлками Редкино и Новозавидовский.
В городе действует <Транспорт Верхневолжья>
Также имеется пристань на Иваньковском водохранилище, обслуживающая, в основном, прогулочные катера. Действует постоянное водное сообщение с посёлком Первое Мая и нерегулярное с городом Тверь. От микрорайона Зелёный Бор с весны по осень курсирует паром на левый берег Волги, связывающий с городом населённые пункты Юрьево-Девичьевского поселения.